# Neritos abdominalis
Neritos abdominalis är en fjärilsart som beskrevs av Rothschild 1909. Neritos abdominalis ingår i släktet Neritos och familjen björnspinnare. Inga underarter finns listade i Catalogue of Life.